# Кёк-Таш (Таласская область)
Кёк-Таш (кирг. Көк-Таш) — село в Бакай-Атинском районе Таласской области Кыргызстана. Входит в состав Акназаровского аильного округа. Код СОАТЕ — 41707 220 826 02 0.

## Население
По данным переписи 2009 года, в селе проживало 657 человек.